# Adam Wodnicki

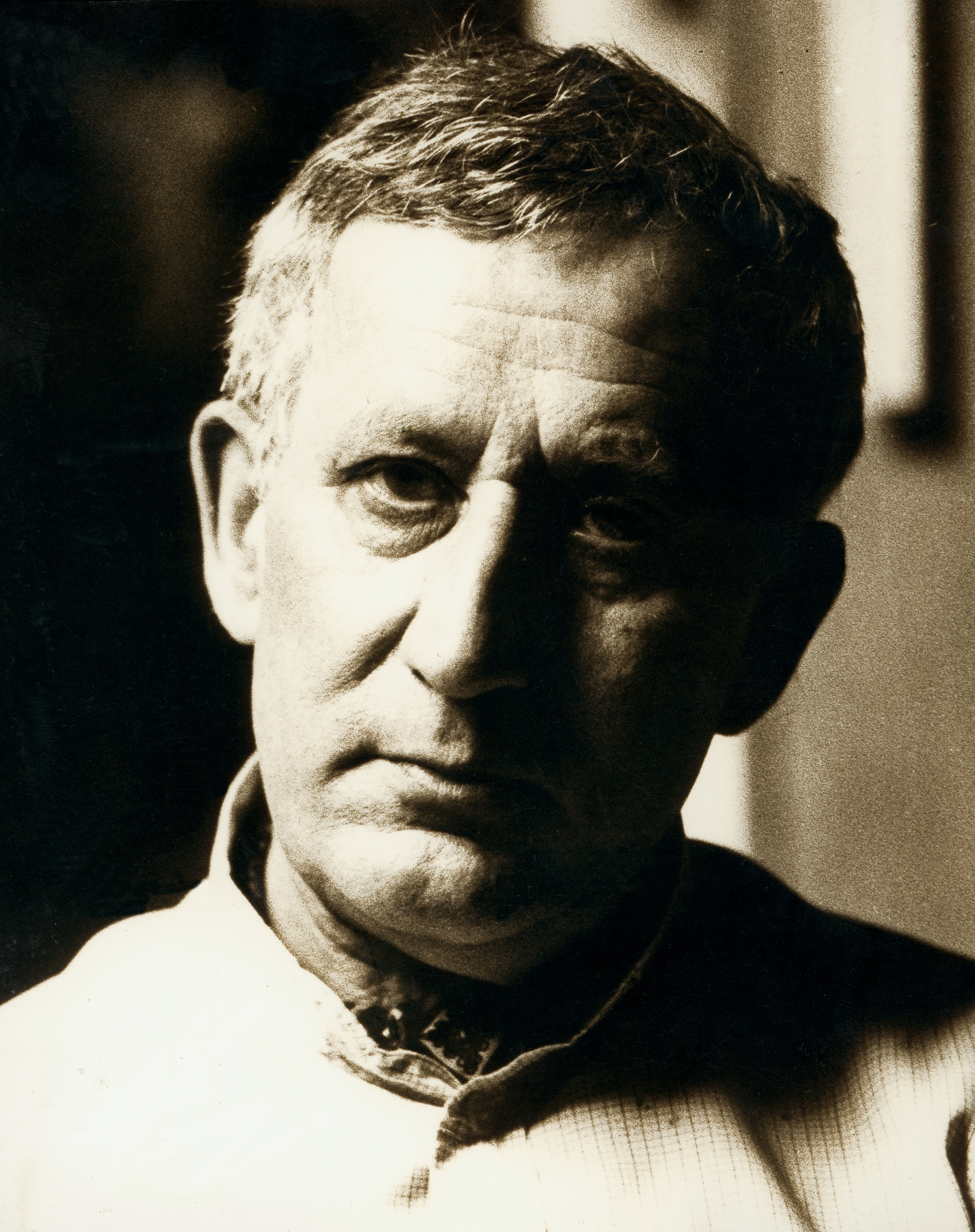
Adam F. Wodnicki w 1995
(fot. Konrad Pollesch)

Adam Franciszek Wodnicki (ur. 25 grudnia 1930 w Janowie Lubelskim, zm. 9 czerwca 2020 w Krakowie) – polski artysta plastyk, tłumacz literatury francuskiej, pisarz. Profesor sztuk plastycznych, były prorektor Akademii Sztuk Pięknych im. Jana Matejki w Krakowie.

## Życiorys
We wczesnej młodości żołnierz Szarych Szeregów (ps. „Grani”). Po wojnie w latach 1950–1956 odbył wyższe studia artystyczne w Akademii Sztuk Pięknych w Krakowie. Współzałożyciel i redaktor dwutygodnika literacko-artystycznego „Zebra” (1957–1958). Od 1967 pedagog krakowskiej ASP. Profesor nadzwyczajny od 1984, profesor zwyczajny od 1989. W latach 1975–1987 dziekan Wydziału Form Przemysłowych. W latach 1987–1991 prorektor Akademii Sztuk Pięknych.
W latach 1997–1999 wykładał gościnnie w Wyższej Szkole Sztuk Pięknych w Tuluzie oraz „Warsztaty Językowe” w Międzynarodowym Kolegium Tłumaczy Literatury Pięknej w Arles.
Od 2001 był zastępcą redaktora naczelnego wydawnictwa „Austeria”.
W latach 2003–2011 przewodniczący Konwentu Seniorów Akademii Sztuk Pięknych w Krakowie.
Członek założyciel Międzynarodowego Stowarzyszenia Poetów Francuskojęzycznych Europy Środkowej i Wschodniej Cap a l’Est. Współorganizator europejskiego festiwalu poezji, teatru i muzyki – Banská Štiavnica, Słowacja.
Członek arlezjańskiej sekcji l’Amicale des Anciens de Fédération Anarchiste de Catalunya.
W 2017 otrzymał medal i honorowe obywatelstwo miasta Arles.
Jego żona Maria Ledkiewicz-Wodnicka (1935–2020) była rzeźbiarką, specjalizującą się w monumentalnych rzeźbach ceramicznych.
Zmarł w Krakowie, spoczywa z żoną na cmentarzu Rakowickim (kwatera CIX-1-6).

## Ważniejsze przekłady w wydaniach książkowych
- Saint-John Perse: Poematy epickie 1924–1973. (Zbiory: Wygnanie, Deszcze, Śniegi, Poemat dla Cudzoziemki, Wichry, Amers, Kronika, Śpiewane dla tej, która tu była, Pieśń na zrównanie dnia z nocą); Oficyna Literacka, Kraków, 1992
- Saint-John Perse: Anabaza, Wygnanie, Susza. Austeria, Kraków, 2006
- Yves Bonnefoy: Poezje zebrane 1945–1995. (Zbiory: O ruchu i martwocie Douve, Wczoraj królując pustyni, Nabożność, Kamień zapisany, Ułuda progu, To, co było bez światła, Winogrona Zeuxisa, Jeszcze raz winogrona Zeuxisa, Ostatnie winogrona Zeuxisa, Z wiatru i dymu). Wyd. A+D, Kraków 1996
- Jean Giraudoux: Improwizacja paryska. Teatr Polski we Wrocławiu, reż. Andrzej Wajda, 1996
- Julien Gracq: Bliskie wody. Austeria, Kraków 2008
- Julien Gracq: Brzegi Syrtów. Austeria, Kraków 2008
- Julien Gracq: Król-rybak. Austeria, Kraków 2009
- Amadou Lamine Sall: Dzikie źródło. Poezje. Wydawnictwo IF, Kraków 2003
- Patrick Roegiers: Artysta, służąca i uczony. Austeria, Kraków, 2006
- Edmond Jabès: Księga Pytań. Austeria, Kraków, 2004
- Edmond Jabès: Księga Jukiela. Austeria, Kraków, 2004
- Edmond Jabès: Powrót do Księgi. Austeria, Kraków, 2005
- Edmond Jabès: Jael. Austeria, Kraków, 2006
- Edmond Jabès: Elja, Austeria, Kraków, 2006
- Edmond Jabès: Aeli. Austeria, Kraków, 2007
- Edmond Jabès: El, albo ostatnia Księga. Austeria, Kraków, 2007
- Edmond Jabès: Z pustyni do Księgi. Austeria, Kraków, 2005
- Simone Weil: Wenecja ocalona. Austeria, Kraków, 2005
- Edmond Jabès: Mała księga dywersji poza podejrzeniem. Austeria, Kraków, 2010
- Edmond Jabès: Księga dialogu. Austeria, Kraków, 2010
- Edmond Jabès: Przebieg. Austeria, Kraków, 2010
- Edmond Jabès: Księga podziału. Austeria, Kraków, 2010

## Dzieła
- Notatki z Prowansji. Austeria, Kraków, 2011, ISBN 978-83-61978-57-2.
- Obrazki z krainy d’Oc. Austeria, Kraków, 2012, ISBN 978-83-61978-23-7.
- Arelate. Obrazki z niemiejsca. Austeria, Kraków, 2013. ISBN 978-83-7866-096-5.
- Tryptyk oksytański. Austeria, Kraków, 2014. ISBN 978-83-7866-184-9.
- Anamnezy. Austeria, Kraków, 2015. ISBN 978-83-7866-129-0.
- Carnet arlesien. Austeria, Cracovie, 2016. ISBN 978-83-7866-077-4.
- Lekcja łaciny. Austeria, Kraków, 2016. ISBN 978-83-7866-158-0.
- En Arle. Livre pour écrire. Austeria, Kraków, 2017. ISBN 978-83-7866-198-6.
- Passages. Austeria, Kraków, 2018. ISBN 978-83-7866-195-5.
- Tezeusz K. Austeria, Kraków, 2019. ISBN 978-83-7866-269-3.
- Szuadit. Austeria, Kraków, 2019. ISBN 978-83-7866-321-8.
- Rencontres. Austeria, Kraków, 2019. ISBN 978-83-7866-349-2.
- Duende. Austeria, Kraków, 2019. ISBN 978-83-7866-329-4.
- Contrapunctus. Austeria, Kraków, 2020. ISBN 978-83-7866-266-2.

## Nagrody literackie
- 1995: Nagroda kwartalnika „Literatura na Świecie” za przekłady poezji Saint-Johne Perse’a
- 1997: Nagroda kwartalnika „Literatura na Świecie” za przekłady poezji Yves’a Bonnefoy
- 1997: Nagroda Literacka Stowarzyszenia Autorów ZAiKS dla tłumaczy[5]
- 2013: Nagroda Krakowska Książka Miesiąca w grudniu 2013 r. za książkę Arelate. Obrazki z niemiejsca (Wydawnictwo Austeria, Kraków 2013)

## Nagrody i odznaczenia
- 1977: Nagroda Ministra Kultury i Sztuki II stopnia
- 1983: Nagroda Ministra Kultury i Sztuki I stopnia
- 2008: Srebrny Medal „Zasłużony Kulturze Gloria Artis”[6]
- 2014: Kawaler Orderu Sztuki i Literatury (Chevalier dans l’Ordre des Arts et des Lettres)[7].
- 2017: Medal Miasta Arles (Médaille de la ville d’Arles)